# Japan Women's Open Tennis
Il Japan Women's Open Tennis è un torneo femminile di tennis, giocato annualmente a partire dal 2009, e facente parte della categoria International nell'ambito del WTA Tour fino al 2019, mentre dal 2023 fa parte della categoria WTA 250.

## Storia del torneo
Il torneo ha luogo sul cemento dell'Utsubo Tennis Center di Osaka fino al 2014. Dal 2015 al 2017 ha luogo all'Ariake Coliseum di Tokyo, mentre dal 2018 ha luogo al Regional Park Tennis Stadium di Hiroshima. Dal 2023, si ritorna a giocare ad Osaka.
Dal 2009 al 2013, il torneo era noto come HP Open, mentre dal 2014 ha assunto il nome attuale, spesso preceduto da prefissi per motivi di sponsorizzazione, dal 2016 al 2017 è stato sponsorizzato da Hashimoto Sogyo, mentre dal 2018 al 2019 da Hana-cupid. Le edizioni del 2020 e 2021 non vennero disputate a causa della pandemia di COVID-19, mentre quella del 2022 è stata cancellata a causa di una crisi finanziaria. Nel 2023 il torneo fa il suo ritorno dopo tre anni di assenza prendendo il nome di Japan Open Tennis Championships sponsorizzato da Kinoshita Group.

## Albo d'oro

### Singolare
| Anno       | Sede                                  | Nome                                            | Categoria                             | Vincitrice                            | Finalista                             | Punteggio                             |
| ---------- | ------------------------------------- | ----------------------------------------------- | ------------------------------------- | ------------------------------------- | ------------------------------------- | ------------------------------------- |
| 2009       | Osaka                                 | HP Open                                         | International                         | Samantha Stosur (1)                   | Francesca Schiavone                   | 7–5, 6–1                              |
| 2010       | Osaka                                 | HP Open                                         | International                         | Tamarine Tanasugarn                   | Kimiko Date-Krumm                     | 7–5, 6(4)–7, 6–1                      |
| 2011       | Osaka                                 | HP Open                                         | International                         | Marion Bartoli                        | Samantha Stosur                       | 6–3, 6–1                              |
| 2012       | Osaka                                 | HP Open                                         | International                         | Heather Watson                        | Chang Kai-chen                        | 7–5, 5–7, 7–6(4)                      |
| 2013       | Osaka                                 | HP Open                                         | International                         | Samantha Stosur (2)                   | Eugenie Bouchard                      | 3–6, 7–5, 6–2                         |
| 2014       | Osaka                                 | Japan Women's Open                              | International                         | Samantha Stosur (3)                   | Zarina Dijas                          | 7–6(7), 6–3                           |
| 2015       | Tokyo                                 | Japan Women's Open                              | International                         | Yanina Wickmayer                      | Magda Linette                         | 4–6, 6–3, 6–3                         |
| 2016       | Tokyo                                 | Hashimoto Sogyo Japan Women's Open              | International                         | Christina McHale                      | Kateřina Siniaková                    | 3–6, 6–4, 6–4                         |
| 2017       | Tokyo                                 | Hashimoto Sogyo Japan Women's Open              | International                         | Zarina Dijas                          | Miyu Katō                             | 7–5, 6–1                              |
| 2018       | Hiroshima                             | Hana-cupid Japan Women's Open                   | International                         | Hsieh Su-wei                          | Amanda Anisimova                      | 6–2, 6–2                              |
| 2019       | Hiroshima                             | Hana-cupid Japan Women's Open                   | International                         | Nao Hibino                            | Misaki Doi                            | 6–3, 6–2                              |
| 2020- 2021 | Annullato per pandemia di Coronavirus | Annullato per pandemia di Coronavirus           | Annullato per pandemia di Coronavirus | Annullato per pandemia di Coronavirus | Annullato per pandemia di Coronavirus | Annullato per pandemia di Coronavirus |
| 2022       | Cancellato per crisi finanziaria      | Cancellato per crisi finanziaria                | Cancellato per crisi finanziaria      | Cancellato per crisi finanziaria      | Cancellato per crisi finanziaria      | Cancellato per crisi finanziaria      |
| 2023       | Osaka                                 | Kinoshita Group Japan Open Tennis Championships | WTA 250                               | Ashlyn Krueger                        | Zhu Lin                               | 6–3, 7–6(6)                           |
| 2024       | Osaka                                 | Kinoshita Group Japan Open Tennis Championships | WTA 250                               | Suzan Lamens                          | Kimberly Birrell                      | 6-0, 6-4                              |

### Doppio
| Anno       | Sede                                  | Nome                                            | Categoria                             | Vincitrici                            | Finaliste                             | Punteggio                             |
| ---------- | ------------------------------------- | ----------------------------------------------- | ------------------------------------- | ------------------------------------- | ------------------------------------- | ------------------------------------- |
| 2009       | Osaka                                 | HP Open                                         | International                         | Chuang Chia-jung Lisa Raymond         | Chanelle Scheepers Abigail Spears     | 6–2, 6–4                              |
| 2010       | Osaka                                 | HP Open                                         | International                         | Chang Kai-chen Lilia Osterloh         | Shūko Aoyama Rika Fujiwara            | 6–0, 6–3                              |
| 2011       | Osaka                                 | HP Open                                         | International                         | Kimiko Date-Krumm Shuai Zhang (1)     | Vania King Jaroslava Švedova          | 7–5, 3–6, [11–9]                      |
| 2012       | Osaka                                 | HP Open                                         | International                         | Raquel Kops-Jones Abigail Spears      | Kimiko Date-Krumm Heather Watson      | 6–1, 6–4                              |
| 2013       | Osaka                                 | HP Open                                         | International                         | Kristina Mladenovic Flavia Pennetta   | Samantha Stosur Shuai Zhang           | 6–4, 6–3                              |
| 2014       | Osaka                                 | Japan Women's Open                              | International                         | Shūko Aoyama (1) Renata Voráčová      | Lara Arruabarrena Tatjana Maria       | 6–1, 6–2                              |
| 2015       | Tokyo                                 | Japan Women's Open                              | International                         | Chan Hao-ching Chan Yung-jan          | Misaki Doi Kurumi Nara                | 6–1, 6–2                              |
| 2016       | Tokyo                                 | Hashimoto Sogyo Japan Women's Open              | International                         | Shūko Aoyama (2) Makoto Ninomiya      | Jocelyn Rae Anna Smith                | 6–3, 6–3                              |
| 2017       | Tokyo                                 | Hashimoto Sogyo Japan Women's Open              | International                         | Shūko Aoyama (3) Yang Zhaoxuan        | Monique Adamczak Storm Sanders        | 6–0, 2–6, [10–5]                      |
| 2018       | Hiroshima                             | Hana-cupid Japan Women's Open                   | International                         | Eri Hozumi Zhang Shuai (2)            | Miyu Katō Makoto Ninomiya             | 6–2, 6–4                              |
| 2019       | Hiroshima                             | Hana-cupid Japan Women's Open                   | International                         | Misaki Doi Nao Hibino                 | Christina McHale Valerija Savinych    | 3–6, 6–4, [10–4]                      |
| 2020- 2021 | Annullato per pandemia di Coronavirus | Annullato per pandemia di Coronavirus           | Annullato per pandemia di Coronavirus | Annullato per pandemia di Coronavirus | Annullato per pandemia di Coronavirus | Annullato per pandemia di Coronavirus |
| 2022       | Cancellato per crisi finanziaria      | Cancellato per crisi finanziaria                | Cancellato per crisi finanziaria      | Cancellato per crisi finanziaria      | Cancellato per crisi finanziaria      | Cancellato per crisi finanziaria      |
| 2023       | Osaka                                 | Kinoshita Group Japan Open Tennis Championships | WTA 250                               | Anna-Lena Friedsam Nadiia Kičenok     | Anna Kalinskaja Julija Putinceva      | 7–6(3), 6–3                           |
| 2024       | Osaka                                 | Kinoshita Group Japan Open Tennis Championships | WTA 250                               | Ena Shibahara Laura Siegemund         | Cristina Bucșa Monica Niculescu       | 3-6, 6-2, [10-2]                      |